# Susannah Mushatt Jones
Susannah Mushatt Jones (Lowndes, 6 de julho de 1899 – Nova York, 12 de maio de 2016) foi uma supercentenária norte-americana com a idade de 116 anos e 311 dias. Foi a pessoa mais velha do mundo (Decano da Humanidade), desde 17 de junho de 2015 até sua morte.

## Biografia
Susannah Jones nasceu em 6 de julho de 1899 em Lowndes no Alabama, no seio de uma família de lavradores que cultivava os campos de algodão que anos antes trabalharam os seus avós, quando a escravatura estava em vigor.
À pequena Susie, terceira de onze irmãos, também foram atribuídas tarefas do campo, embora os seus planos tenham ido noutra direção. Após acabar a escola, entrou na Universidade de Tuskegee, mas problemas económicos da família impediram que continuasse a estudar.
O seu desejo de estudar levou-a a colocar em marcha o "Calhoun Club" para ajudar a conseguir bolsas e financiamento para jovens sem recursos que queriam estudar na universidade. O seu trabalho foi reconhecido pela Universidade de Harvard.
Em 1923 e guiada pelo desejo de melhorar, Jones mudou-se para Nova Iorque, onde encontrou um trabalho como assistente interna e cuidadora de crianças. Do seu pequeno salário foi poupando uns dólares para cumprir uma promessa que fez aquando da frustrada oportunidade para estudar: pagar a carreira à sua primeira sobrinha, Lavilla Watson.
Jones casou com Henry Jones em 1928 e divorciou-se cinco anos mais tarde.
Testemunho excecional do "Renascimento do Harlem", a supercentenária participou ativamente na luta pelo direito de voto das mulheres e pelos direitos civis, numa época em que a comunidade negra era tratada como pessoas de segunda classe. Desde que foi supercentenária, a anciã recebeu distinções pela sua longevidade e pela sua dedicação à comunidade.